# Love Enhanced - Single Collection
Albums de Namie Amuro
Break the Rules
(2000) Style
(2003)
Albums par Suite Chic
When Pop Hits the Fan
(2003)
Singles
Love Enhanced - Single Collection (titré : "LOVE ENHANCED ♥ single collection") est le 2e album compilation de Namie Amuro sorti sur le label Avex Trax, ou le 3e si l'on compte Original Tracks Vol.1 sorti sur le label Toshiba-EMI.

## Présentation
L'album sort le 13 mars 2002 au Japon, et atteint la 3e place du classement de l'Oricon. Il reste classé pendant 9 semaines, pour un total de 314 570 exemplaires vendus. C'est alors la plus faible vente d'un album de l'artiste. C'est son dernier album avec des titres de genre pop avant son passage définitif au genre R&B.
Il contient dans le désordre les titres sortis en singles depuis la sortie de la précédente compilation 181920 en janvier 1998, à l'exception de la chanson Toi et Moi. Ses deux derniers singles d'alors, Say the Word et I Will, ne figurent que sur cet album compilation. Y figurent aussi le titre Lovin' It en duo avec Verbal de M-Flo, qui sortit en single hors-série dans le cadre du projet song+nation, et la chanson Himawari extraite du précédent album Break the Rules. Tous ces titres à part Lovin' It ont été soit ré-enregistrés musicalement et/ou vocalement soit remixés pour cette compilation.
Une deuxième édition limitée de l'album sort en janvier 2004 en version DVD-Audio.

## Liste des titres
Les titres ont été écrits par Tetsuya Komuro, sauf n°1, 6, 7 et 12.
| No  | Titre                                                           | Durée |
| --- | --------------------------------------------------------------- | ----- |
| 1.  | Say the Word (New Arrangement) (Say the word)                   |       |
| 2.  | Respect the Power of Love (New Mix) (RESPECT the POWER OF LOVE) |       |
| 3.  | Never End (New Vocal) (NEVER END)                               |       |
| 4.  | Love 2000 (New Mix) (LOVE 2000)                                 |       |
| 5.  | Please Smile Again (New Mix) (PLEASE SMILE AGAIN)               |       |
| 6.  | Think of Me (New Vocal) (think of me)                           |       |
| 7.  | Something 'bout the Kiss (New Vocal) (SOMETHING 'BOUT THE KISS) |       |
| 8.  | Lovin' It (lovin' it ; par Namie Amuro & Verbal)                |       |
| 9.  | I Have Never Seen (New Arrangement) (I HAVE NEVER SEEN)         |       |
| 10. | Himawari (New Vocal) (HimAWArI ; de l'album Break the Rules)    |       |
| 11. | No More Tears (New Mix) (no more tears)                         |       |
| 12. | I Will (New Mix) (I WILL)                                       |       |